# 1898 en sport
Cet article présente les faits marquants de l'année 1898 en sport.

## Athlétisme
- 23e édition du championnat britannique de cross-country à Horton. Sidney Robinson s’impose en individuel ; Salford Harriers enlève la titre par équipe.
- Championnat d'athlétisme de Grande-Bretagne :
  - Fred Cooper remporte le 100 yards.
  - William Fitzherbert le 440 yards.
  - Alfred Tysoe le 880 yards.
  - Hugh Welsh le mile.
  - Charles Bennett le 4 miles.
  - Sidney Robinson le 10 miles.
  - Le Canadien George Orton le steeplechase.
  - HR Parkes le 120 yards haies
  - L’Irlandais Pat Leahy le saut en hauteur (1,82 m).
  - James Poole le saut à la perche (3,12 m).
  - Claude Leggatt le saut en longueur (6,50 m).
  - L’Irlandais Denis Horgan le lancer du poids (13,82 m).
  - L’Irlandais Tom Kiely le lancer du marteau (42,70 m).
  - William Sturgess le 4 miles marche.
- Championnat d'athlétisme des États-Unis :
  - Frank Jarvis remporte le 100 yards.
  - James Maybury le 200 yards.
  - Maxey Long le 440 yards.
  - Thomas Burke le 880 yards.
  - John Gregan le mile.
  - le Canadien George Orton le 2 miles steeple.
  - TG McGirr le 6 miles sur route.
  - Alvin Kraenzlein le 120 yards haies et le 220 yards haies.
  - Irwin Baxter saut en hauteur (1,83 m).
  - Raymond Clapp le saut à la perche (3,28 m).
  - Meyer Prinstein le saut en longueur (7,18 m).
  - Richard Seldon le lancer du poids (13,32 m).
  - Charles Henneman le lancer du disque (33,13 m).
  - L’Irlandais John Flanagan le lancer du marteau (46,28 m).

## Automobile
- 6 - 7 mars : course automobile entre Marseille et Nice remportée par Fernand Charron sur une Panhard.
- 1er mai : course automobile de Périgueux (171,8 km). Leys s’impose sur une Panhard.
- 11 - 12 mai : course automobile entre Bordeaux et Paris. René de Knyff s’impose sur une Panhard.
- 7 - 13 juillet : première édition de la course automobile Paris-Amsterdam-Paris. Fernand Charron s’impose sur une Panhard. (25 concurrents).
- 21 août : course automobile entre Bordeaux et Biarritz. Loysel s’impose sur une Bollée.
- 18 décembre : premier record de vitesse automobile officiel : 63,154 km/h à Achères par Gaston de Chasseloup-Laubat sur une Jeantaud.

## Aviation
- Fondation à Paris de l’Aéro-Club de France.

## Baseball
- Lizzie Arlington est la première femme a signer un contrat de joueuse de baseball professionnel.
- 21 avril : exploit du baseballeur américain Bill Duggleby qui tape un grand slam home run (court de circuit avec les trois bases pleines) pour sa toute première apparition à la batte en Major League.
- À la suite de l’interdiction de 1887 faite aux joueurs noirs de pratiquer le baseball avec les blancs, Bert Jones est le dernier noir à encore évoluer avec les blancs dans la modeste Kansas City League. La situation se dégrade nettement pour les noirs aux États-Unis et il faudra attendre Jackie Robinson, après la Seconde Guerre mondiale, pour revoir un joueur noir admis dans une équipe de blancs.
- 20 septembre : les Saint-Louis Cowboys remportent le championnat de baseball des États-Unis de la Western League.
- 11 octobre : 23e édition aux États-Unis du championnat de baseball de la Ligue nationale. Les Boston Beaneaters s’imposent avec 102 victoires et 47 défaites.

## Boxe anglaise
- 24 octobre : Tommy Ryan laisse sa ceinture de champion du monde des poids welters vacante et devient champion du monde des poids moyens aux dépens de Jack Bonner.

## Cricket
- 1er - 5 janvier : 2e des cinq test matches de la tournée australienne de l’équipe anglaise de cricket. L’Australie bat l’Angleterre par 55 runs.
- 14 - 19 janvier : 3e des cinq test matches de la tournée australienne de l’équipe anglaise de cricket. L’Australie bat l’Angleterre par 13 runs.
- 29 janvier - 2 février : 4e des cinq test matches de la tournée australienne de l’équipe anglaise de cricket. L’Australie bat l’Angleterre par 8 wickets.
- 26 février - 2 mars : 5e des cinq test matches de la tournée australienne de l’équipe anglaise de cricket. L’Australie bat l’Angleterre par 6 wickets. L’Australie remporte la série des Ashes par 4-1.
- Le Yorkshire (16 victoires, 3 nuls et 7 défaites) remporte le championnat britannique de cricket par Comté.
- Victoria gagne le championnat australien, le Sheffield Shield.
- La Western Province gagne le championnat sud-africain, la Currie Cup.

## Cyclisme
- 10 avril : 3e édition de la course cycliste Paris-Roubaix. Le Français Maurice Garin s’impose.
- Albert Furrer est champion de Suisse de cyclisme (course en ligne).
- H. Bertrand est champion de Belgique de cyclisme (course en ligne).
- Angoyat est champion de France cycliste individuel de vitesse sur piste ; Le Cyclo Club de Paris enlève le titre par équipe.
- 14 - 15 mai : 8e édition de la course cycliste Bordeaux-Paris. Le Français Gaston Rivierre s’impose.
- 5e édition du Grand Prix cycliste professionnel de Paris. Le Français Paul Bourrillon s’impose.
- Première édition du Grand Prix cycliste Amateurs de Paris. Le Néerlandais Meyers s’impose.
- 9 juillet : l’Américain Willie Hamilton porte le record du monde de l’heure cycliste à 40.781 KM à Denver (États-Unis). Ce record établit en altitude tiendra 7 ans !
- 4e édition des championnats du monde professionnels de cyclisme sur piste à Vienne avec deux épreuves : l’Américain Banker remporte le sprint et le Britannique Palmer le 100KM avec derby.
- 6e édition des championnats du monde amateurs de cyclisme sur piste avec deux épreuves : l’Allemand Albert remporte le sprint et le Britrannique Cherry le 100KM avec derby.
- 18e édition de la course cycliste suisse : le tour du Lac Léman. Charles Calame s’impose.

## Football
- Le Standard A.C. est sacré Champion de France de Football (USFSA).
- Fondation de la FGSPF, Fédération Gymnique et Sportive des Patronages de France qui lance dans la foulée des compétitions de football, dont un championnat de France, un de plus.
- L’Union des Sports de France champion de Paris professionnel de Football (FSAPF).
- 27 mars : finale de la 2e édition de la Coupe Manier de Football : Club français 10, Paris Star 0.
- 28 mars : à Wrexham, l’Angleterre bat le pays de Galles 3-0.
- 2 avril : à Glasgow, l'Angleterre bat l’Écosse : 3-1.
- France : l’Iris Club Lillois est le premier champion du Nord de football. Ce championnat du Nord est la première compétition de football de ce type organisée en province.
- 3 avril : le Standard A.C. est à nouveau Champion de France de Football.
- 4 avril : le Grasshopper-Club Zurich enlève le premier titre (non officiel) de champion de Suisse de football en s’imposant 2-0 en finale face à La Chatelaine de Genève.
- 9 avril : Sheffield United (17 victoires, 8 nuls et 5 défaites) est sacré champion d’Angleterre de football. Burnley enlève le titre en Division 2.
- 16 avril : finale de la 27e FA Cup (213 inscrits). Nottingham Forest 3, Derby County 1. 62.017 spectateurs à Crystal Palace.
- 24 avril : finale nationale entre le champion de l’Est (Vitesse Arnhem) et de l’Ouest (RAP Amsterdam). RAP s’impose 4-2 et est sacré champion des Pays-Bas.
- Southampton FC (18 victoires, 1 nul et 3 défaites) remporte le championnat anglais de la Southern League.
- Celtic FC est champion d’Écosse.
- Freiburg est sacré premier champion d’Allemagne du Sud. FV Karlsruhe, Phönix Karlsruhe, FV Strasbourg, FC Mulhouse et FC Freiburg participaient.
- Slavia Prague remporte la coupe de Mistrovstvi Cech de football.
- Lomas Athletic Club est champion d’Argentine.
- 8 mai : tournoi de football en Italie qui tient lieu de premier championnat d’Italie. Les demi-finales et la finale ont lieu dans la journée. Internazionale du Torino élimine le FC Torinense 1-0, tandis que Genoa rejoint la finale en écartant Gimnastica di Torino 2-1. Genoa s’impose en finale 2-1 face à l’Inter Torino.
- 12 mai : sous l’impulsion de leur professeur d’Anglais, M. Beltete, un groupe de lycéens fondent le club omnisports français de l’US Tourcoing. Le surveillant du lycée, Albert Fromentin, initie la création de la section football.
- 26 juin : Naissance du Csconstantine Algérie ( Le Doyen Des Clubs de Football en Afrique ), par Momo Pascal
- KB remporte le championnat de Copenhague de football.
- 11 septembre : Lomas Athlétic (10 victoires et 4 nuls) est champion d’Argentine de football après un match de barrage face à Lobos (2-1).
- Décembre : fondation du club de football français de l’Union Sportive Boulonnaise à Boulogne-sur-Mer.

## Football australien
- 24 septembre : devant 16.558 spectateurs, Fitzroy remporte la Grand Final du championnat de Football Australien de la Victoria League. Fitzroy s’impose 38-23 face à Essendon.

## Football gaélique
- 6 février : finale du 9e championnat d’Irlande de Football gaélique : Limerick bat Dublin.

## Golf
- Harry Vardon remporte le British Open de Golf à Prestwick.
- Fred Herd remporte l'US Open de Golf à Myopia Hunt.

## Hockey sur glace
- Victorias Montréal conserve la Coupe Stanley de hockey sur glace.

## Hurling
- 27 mars : finale du 9e championnat d’Irlande de Hurling : Tipperary bat Dublin.
- 20 novembre : finale du 10e championnat d’Irlande de Hurling : Limerick bat Kilkenny.

## Joute nautique
- L. Poncet (dit lou carlos) remporte le Grand Prix de la Saint-Louis à Cette.

## Motonautisme
- Première course de motonautisme dans le bassin d’Asnières-Courbevoie.

## Natation
- 4 septembre : compétition de natation à Paris ouverte aux amateurs et aux professionnels (73 participants). Cette épreuve où triomphe deux nageurs pros anglais fait découvrir aux Français les nouvelles techniques de nage, « l’over arm stroke » (forme de crawl) notamment.

## Patinage sur glace
- 6 - 7 février : championnats du Monde de patinage de vitesse à Davos (Suisse).
- 3e édition des championnats du monde de patinage artistique à Londres. Le Suédois Henning Grenander s’impose dans l’unique épreuve individuelle homme.
- 5e édition des championnats d’Europe de patinage artistique et de patinage de vitesse à Trondheim (Suède). Le Suédois Ulrich Salchow remporte l’épreuve de patinage artistique.

## Rugby à XIII
- Batley remporte la Challenge Cup anglaise.

## Rugby à XV
- Le Pays de Galles est exclu du Tournoi des quatre nations, leur capitaine Arthur Gould ayant été récompensé pour ses prestations, c'est interprété comme une violation de la règle de l'amateurisme en vigueur dans le rugby.
- 5 février : l’Irlande bat l’Angleterre à Richmond.
- Le Stade français est champion de France de rugby (USFSA).
- 12 mars : match nul entre l’Angleterre et l’Écosse à Édimbourg.
- 2 avril : l’Angleterre bat le Pays de Galles à Blackheath.
- Le Northumberland est champion d’Angleterre des comtés.
- La Western Province remporte le championnat d’Afrique du Sud des provinces, la Currie Cup.

## Sport hippique
- États-Unis : Plaudit gagne le Kentucky Derby.
- Angleterre : Otto Madden sur Jeddah gagne le Derby.
- Angleterre : John Courley sur Drogheba gagne le Grand National.
- Irlande : Noble Howard gagne le Derby d'Irlande.
- France : Gardefeu gagne le Prix du Jockey Club.
- France : Canbridge le Prix de Diane.
- Australie : The Grafter gagne la Melbourne Cup.

## Tennis
- 8e édition du championnat de France :
  - Le Français Paul Aymé s’impose en simple hommes.
  - La Française Adine Masson s’impose en simple femmes.
- 22e édition du Tournoi de Wimbledon :
  - L’Anglais Reginald Frank Doherty s’impose en simple hommes.
  - L’Anglaise Charlotte Cooper en simple femmes.
- 18e édition du championnat des États-Unis :
  - L’Américain Malcolm Whitman s’impose en simple hommes.
  - L’Américaine Juliette Atkinson s’impose en simple femmes.

## Water-polo
- 28 juillet : premier match international de Water-Polo en France : à Lille, les Tritons Lillois affrontent les Belges du Swimming Club de Bruxelles.

## Naissances
- 9 avril : Curly Lambeau, joueur puis entraîneur américain de foot U.S.. († 1er juin 1965).
- 13 août : Jean Borotra, joueur de tennis français († 17 juillet 1994).
- 15 octobre : Boughéra El Ouafi, athlète français († 18 octobre 1959).
- 2 décembre : Ferenc Platko, footballeur hongrois.
- 17 décembre : Loren Murchison, athlète américain. († 11 juin 1979).